# الأولمبي الرياضي غليزان
الأولمبي الرياضي غليزان هو فريق كرة قدم جزائري تأسس سنة 2022 في مدينة غليزان ،يعد من بين أبرز المدارس الكروية داخل ولاية غليزان التي تهتم بالتكوين على مستوى الفئات الشبانية ، حيث و رغم أن النادي لم يمر على تأسيسه سوى بضع سنوات فقط إلا أنه يقوم بعمل كبير على مستوى التكوين القاعدي